# José Ignacio Muñoz
José Ignacio Muñoz nacido en Bogotá, Colombia el 1 de febrero de 1948, más conocido en el ámbito deportivo como "José i" fue de los primeros futbolista bogotanos destacados que debutaron con Millonarios siendo uno de los tantos descubrimientos de Jaime "El Loco" Arroyave quien lo observó en un partido aficionado en el Barrio Cundinamarca en Bogotá y lo invitó a probarse en el club embajador en sus divisiones menores. A nivel profesional sumaría: un gol, 100 partidos y la décima estrella con Millonarios además de haber disputado 1 partido con la Selección Colombia de Mayores.

## Selección Colombia
Desde su adolescencia su gran nivel lo llevó a representar a la Selección Colombia sub-15, sub-17 y sub-20 y algunos micro ciclos de la mayor, estuvo representando al país en Perú, Paraguay, Uruguay, Venezuela y algunos países del Caribe. Allí compartió con jugadores destacados como Pedro Zape, Ramiro Viafara, Alemán Moncada, Alonso "Cachaco" Rodríguez, Mosca Caicedo, entre otros.
Se destaca que con la Selección Colombia de mayores jugó 15 minutos en el recordado e histórico partido contra el Santos Futebol Clube en el que el árbitro "Chato" Velásquez expulsó a Pelé.

### Participaciones en Selección Colombia
| Competición                              | Sede     | Año  | Resultado                        |
| ---------------------------------------- | -------- | ---- | -------------------------------- |
| Campeonato Sudamericano de Fútbol Sub-20 | Paraguay | 1969 | Fase de grupos                   |
| XI Juegos Centroamericanos y del Caribe  | Panamá   | 1970 | Tercer lugar (medalla de bronce) |

## Trayectoria
Debutó en 1968 el la mano del mítico entrenador argentino Néstor "Pipo" Rossi y seguía alternando en la Divisiones menores de Millonarios donde se destacaba y eso le valía para ir a las selecciones Colombia en sus categorías menores.
Durante dos temporadas más entrenaba con el primer equipo donde estuvo bajo la órdenes de "El Cobo" Zuluaga, el brasileño Otto Vieira, el argentino Francisco Villegas pero finalmente quien confió en él y le dio continuidad fue Gabriel Ochoa Uribe.
Luego de hacer su debut con Millonarios algunos partidos los jugaba como volante y otros como defensor, siendo curioso que en la mayoría de ocasiones era el suplente del argentino Oscar "Kiko"  Villano.
Su único gol a nivel profesional con Millonarios se lo convirtió al América de Cali en una tarde lluviosa en Bogotá el día 4 de noviembre de 1971 en el arco sur del Estadio Nemesio Camacho El Campin de 30 metros de distancia tras haber ingresado al terreno de juego unos segundos antes en cambio por el argentino Néstor Subiat.
Tendría una gran amistad con "Tizon" González, 
Hermenegildo Segrera, "Pele" González, "Camello" Soto, Alejandro Brand, Héctor Javier Céspedes, Oscar Villano, Jaime Morón, Arturo Segovia, Willington Ortiz, Enrique Florian, Eduardo Ghilio, Senén Mosquera, "Paticas" Jímenez, Otoniel Quintana entre otros canteranos de la época y jugadores de otros clubes como su amistad con los tíos de Camilo Vargas.

## Retiro y accidente
Tras no concretarse su fichaje a un club del exterior decide retirarse como jugador, se dedicó a trabajar en la empresa de energía de Bogotá Codensa donde paralelamente a su trabajo diario fue entrenador del equipo de fútbol de la empresa participando en algunos torneos aficionados, ad portas de pensionarse sufrió un grave accidente en una vía que de Bogotá conduce al departamento de Boyacá cambiando una farola del alumbrado público un carro los estrella por detrás llevando él la peor parte sus compañeros tuvieron algunas contusiones y él estuvo algunos días en estado de coma.
En la actualidad se encuentra en buen estado de salud y debes en cuando se le ve caminando junto a otros exfutbolistas de Millonarios cuando hacen reuniones por lo general a final de año.

## Clubes
| Club        | País     | Año         |
| ----------- | -------- | ----------- |
| Millonarios | Colombia | 1968 - 1974 |

## Palmarés

### Como jugador
- Con las Divisiones menores de Millonarios ganó más de 7 títulos.

| Título           | Club        | País     | Año  |
| ---------------- | ----------- | -------- | ---- |
| Primera División | Millonarios | Colombia | 1972 |